# Mythimna macaria
Mythimna macaria là một loài bướm đêm trong họ Noctuidae.